# Wamel (Niederlande)
Wamel ist ein Ort in der niederländischen Provinz Gelderland. Er ist ein Teil der Gemeinde West Maas en Waal und liegt etwa drei Kilometer östlich von Tiel am linken Ufer der Waal. Ein Fährdienst verbindet die beiden Ortschaften Tiel und Wamel. Ebenso verbindet die Orte seit 1973 eine freitragende Betonbrückenkonstruktion, die erste ihrer Bauart in den Niederlanden.
Wamel war eine eigenständige Gemeinde, bis sie 1984 mit Appeltern und Dreumel vereinigt wurde. Die neue Gemeinde hieß zunächst Wamel; der Name wurde jedoch 1985 in West Maas en Waal geändert.
Im Jahr 2001 hatte die Stadt Wamel 1825 Einwohner. Die bebaute Fläche der Stadt betrug 0,64 km² und umfasste 699 Wohnungen. Das Verwaltungsgebiet Wamel, zu dem auch die Randbereiche des Dorfes sowie die umliegende Landschaft gehören, zählte im Jahr 2024 rund 2.585 Einwohner.

## Geschichte
Die erste bekannte Erwähnung von Wamel in der Schreibweise Vamele (Furt) stammt aus dem Jahr 893 n. Chr. Um 1445 wurde in Wamel ein Klerikerkloster gegründet.

## Persönlichkeiten
- Lando van den Berg (1913–1969), Geistlicher und Künstler
- Koos Pompen (1930–2018), Politiker (CDA)
- Thijs van Beem (* 1953), Politiker (PvdA)
- Ivo Den Bieman (* 1967), Fußballspieler
- Bram Vermeulen (* 1974), Journalist
- Iris van Herpen (* 1984), Modedesignerin